# Serra de la Móra (Os de Balaguer)
|  | Aquest article tracta sobre la Serra de la Móra a Os de Balaguer. Vegeu-ne altres significats a «Serra de la Móra (Lladurs)». |

La Serra de la Móra és una serra situada al municipi d'Os de Balaguer (Noguera), amb una elevació màxima de 486,7 metres.